# کوچاولی
کوچاولی (به لاتین: Kuchchaveli) یک منطقهٔ مسکونی در سری‌لانکا است که در ناحیه ترینکومالی واقع شده‌است.